# Kurzflossen-Mako

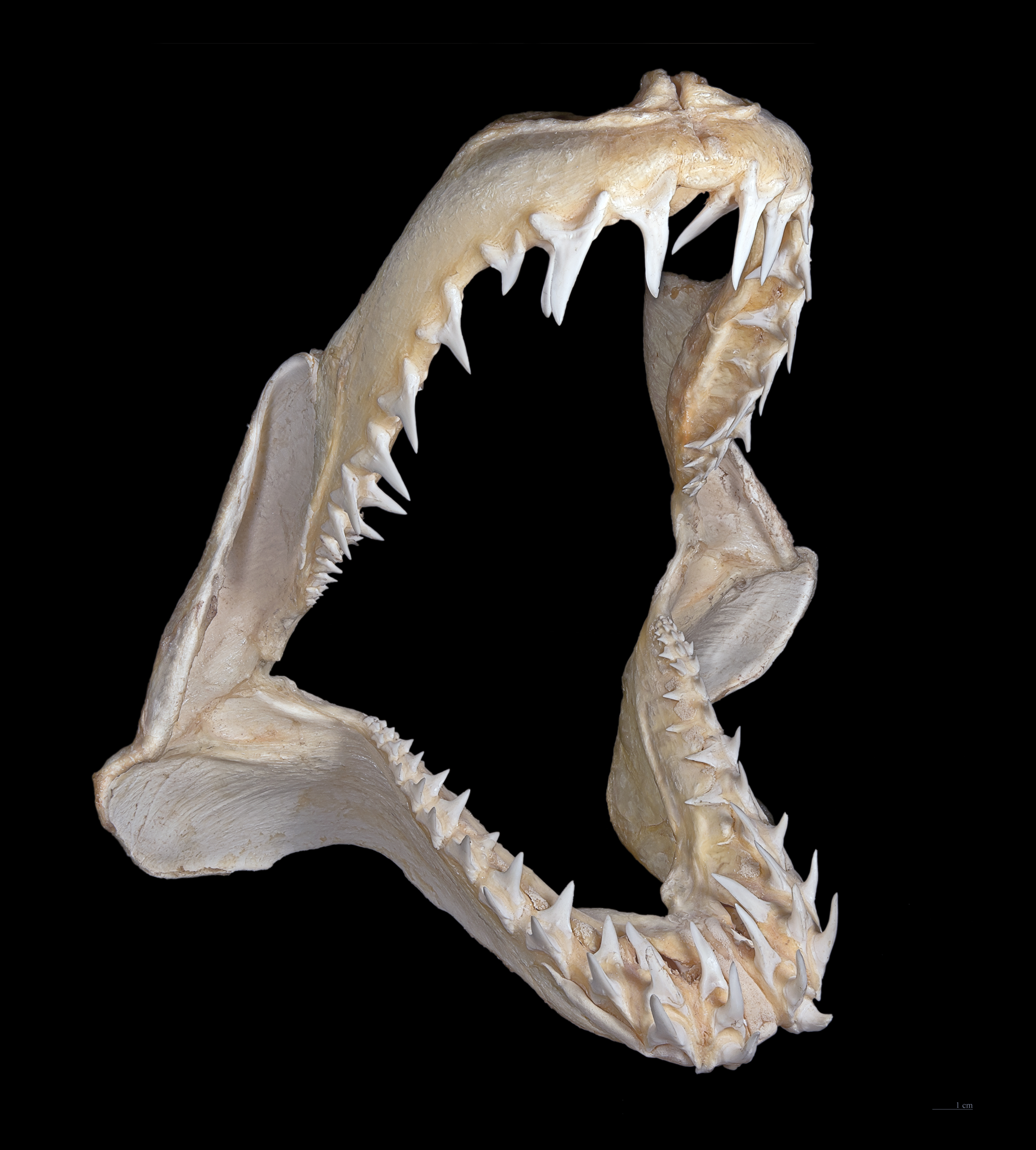
Gebiss des Isurus oxyrinchus

Der Kurzflossen-Mako (Isurus oxyrinchus), im Allgemeinen auch Makohai genannt, ist eine Art der Herings- oder Makrelenhaie (Lamnidae) und damit der Haie (Selachii).

## Merkmale
Kurzflossen-Makos haben eine metallische Färbung. Der Rücken ist bläulich-grau, während der Bauch und die Unterseiten von Schnauze und Maul weiß gefärbt sind. Sie werden bis zu knapp 4 Meter lang und 500 kg schwer. Die Brustflossen sind klein, der Körper sehr schmal und die Schnauze spitz, sodass sie eine sehr hydrodynamische Form erreichen.

## Lebensweise
Kurzflossen-Makos leben in küstennahen Gewässern in Tiefen von bis zu 150 Metern. Weit verbreitete Geschwindigkeitsangaben von fast 80 km/h sind höchst unzuverlässig, da Fischen eine derart schnelle Fortbewegung im Wasser nicht möglich zu sein scheint. Sie sind eine der wenigen Haiarten, die auch zu springen vermögen, wobei sie bis über 6 m Höhe erreichen.

## Fortpflanzung
Kurzflossen-Makos werden lebendig und ohne Dottersack-Plazenta geboren. Ein weiblicher Hai bringt pro Wurf bis zu 16 Jungfische auf die Welt. Zu dem Zeitpunkt sind sie etwa 70 cm lang und wachsen sehr schnell. Mit einer Länge von ca. 195 cm werden die Männchen geschlechtsreif, während sich Weibchen erst ab einer Länge von ca. 280 cm paaren können.

## Nahrung und Jagd
Kurzflossen-Makos fressen Schwertfische, Thunfische, Makrelen und sogar andere Haie, etwa Grau- und Hammerhaie. Bei sehr großen Kurzflossen-Makos bilden sich breitere und dreieckige Zähne, die es ihnen erleichtern, ihre Beute zu zersägen. Der Kurzflossen-Mako ist unter dem Namen „Makrelenhai“ auch in Deutschland als Speisefisch auf dem Markt.
Makohaie stehen in manchen Gebieten der Erde nicht an der Spitze der Nahrungskette. Als Fressfeinde für ausgewachsene Exemplare werden als Beispiel angeführt: Schwertwale, Pottwale, aber auch größere Raubhaie wie der Weißhai oder auch das Leistenkrokodil.

## Verbreitung

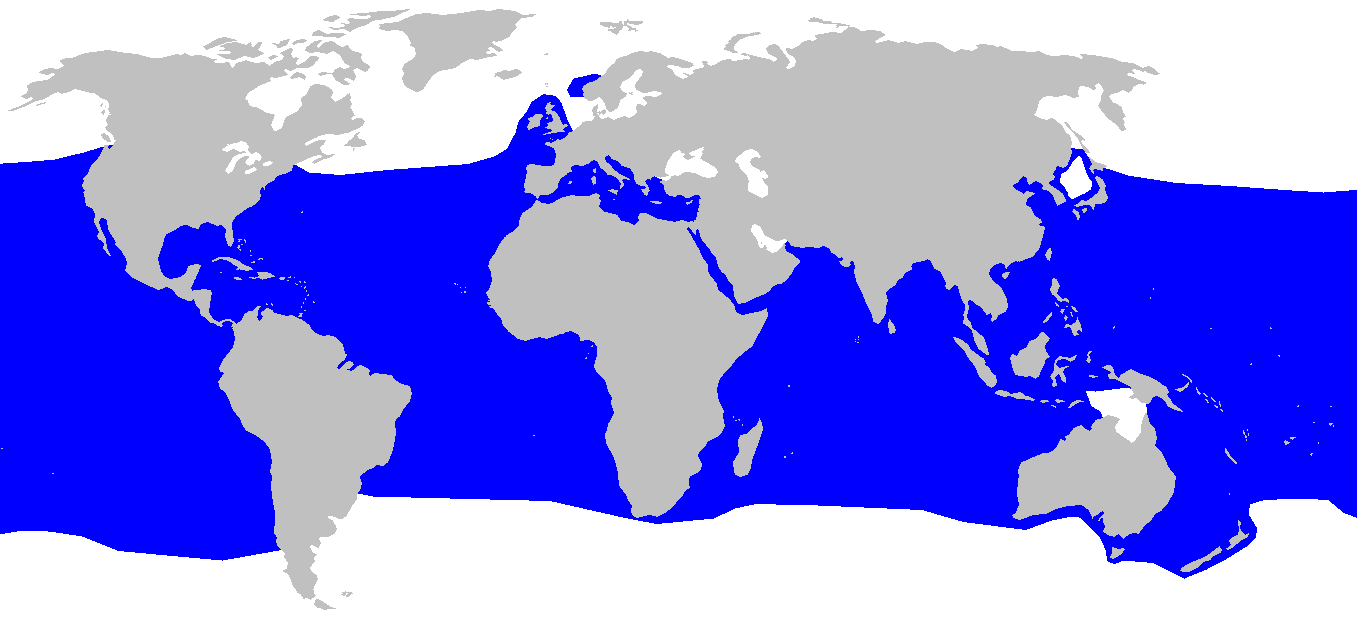
Verbreitungsgebiete des Kurzflossen-Makos

Das Verbreitungsgebiet erstreckt sich über die subtropischen und warmen Gewässer aller Ozeane.
- Im westlichen Atlantik erstreckt sich ihr Lebensraum vom Golf von Maine bis zum südlichen Brasilien, einschließlich des gesamten Golfs von Mexiko, der Bahamas und der Karibik.
- Im östlichen Atlantik bewohnen sie die Küstengebiete von Norwegen, den Britischen Inseln bis hinunter nach Südafrika.

Des Weiteren leben sie im
- Mittelmeer sowie im gesamten Bereich des
- Indischen Ozeans, inklusive des Roten Meeres.
- Im Westpazifik bewohnen sie die Küsten von Indonesien, Korea, Japan, Australien, Tasmanien, Neuseeland und Neukaledonien sowie im
- östlichen Pazifik die Südlichen Aleuten bis hinunter nach Chile.

## Einzelnachweise

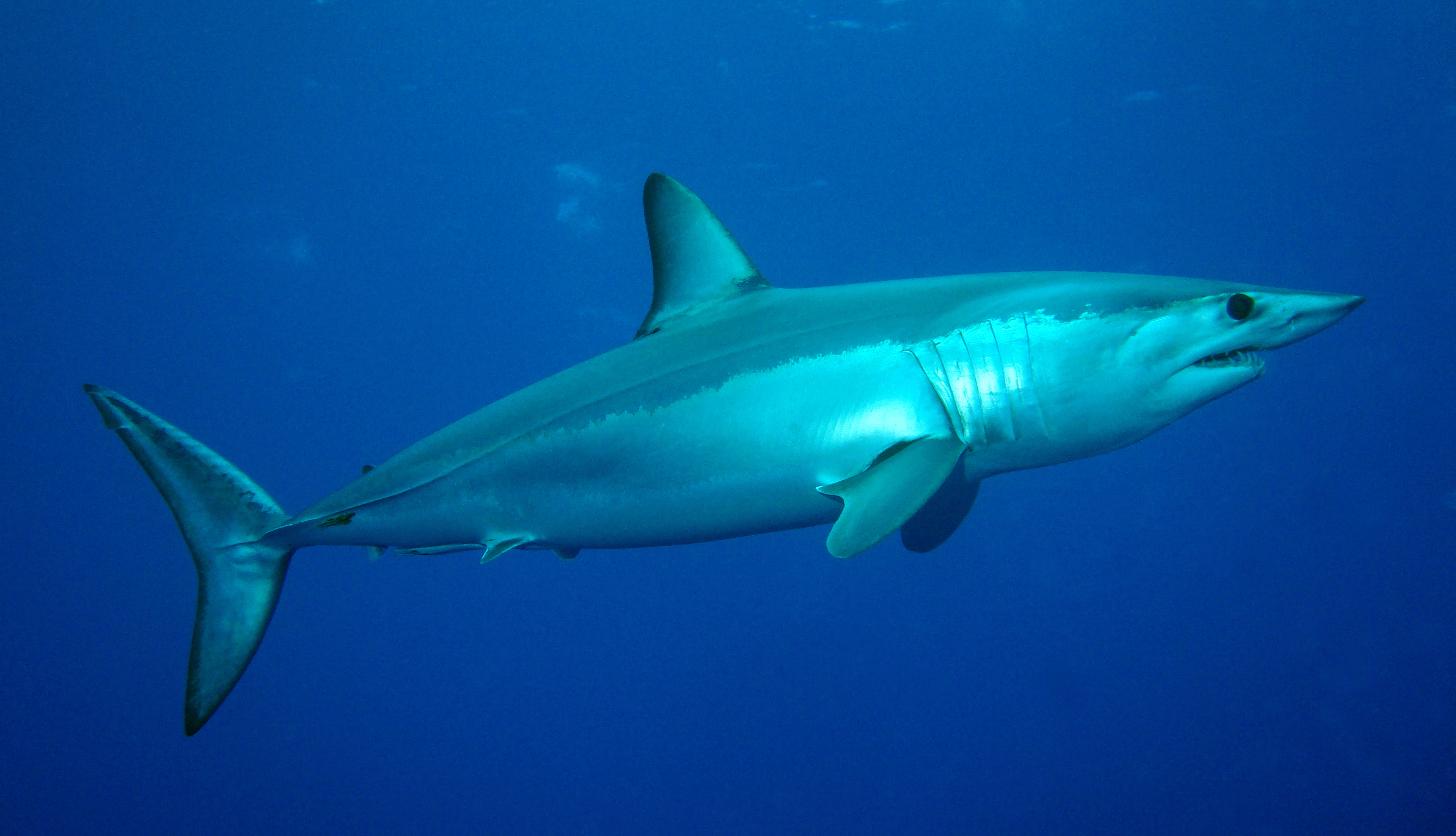
Kurzflossen-Mako vor Faial, Azoren